# Jurij Šubic

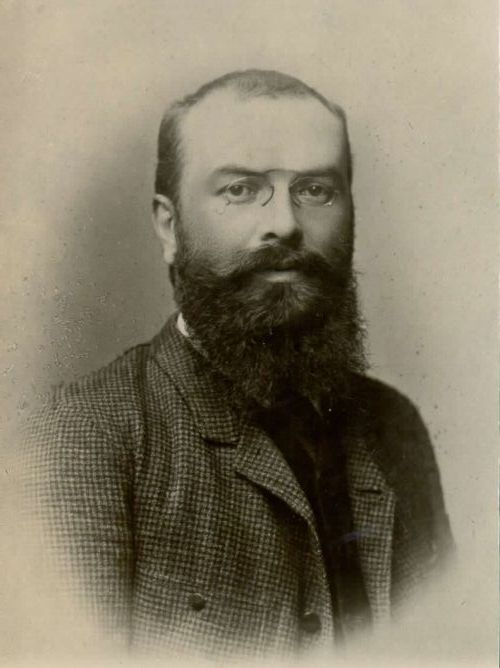
Jurij Šubic

Jurij Šubic (* 13. April 1855 in Pölland (jetzt Poljane nad Škofjo Loko), Oberkrain; † 8. September 1890 in Leipzig) war ein slowenischer Maler, Zeichner und Illustrator.

## Leben
Jurij Šubic war der Sohn des slowenischen Malers Štefan Šubic (1820–1884), unter dessen Vorfahren es weitere Maler gab. Auch Jurijs Bruder Janez (1850–1889) war Maler. Jurij lernte zunächst von 1867 bis 1872 in der Werkstatt seines Vaters, bevor er 1872/73 seine Ausbildung bei dem Nazarener Janez Wolf (1825–1884) in St. Veit (heute Stadtteil Šentvid von Ljubljana) fortsetzte. Von 1874 bis 1879 studierte er mit Unterbrechungen an der Akademie der bildenden Künste Wien bei Christian Griepenkerl und August Eisenmenger. Die Unterbrechungen betrafen insbesondere seinen Wehrdienst, den er in Triest und Bosnien ableistete.
1879/1880 lebte Šubic in Athen, wo er auf Vermittlung von Griepenkerl das Neorenaissance-Palais Iliou Melathron für den Archäologen Heinrich Schliemann malerisch ausstattete; heute beherbergt es das Numismatische Museum. Ein Athener Angebot für eine Professur ausschlagend, ging er stattdessen auf Einladung Vojtěch Hynais’ nach Paris, wo er sich, durch Heimatbesuche und Sommer-Malaufenthalte in der Normandie unterbrochen, die nächsten Jahre aufhielt und unter anderem für Hynais, Václav Brožík und Mihály von Munkácsy tätig war. Ein größerer unabhängiger Auftrag war das Deckengemälde im Kabarett Le Tambourin nach dessen Umzug auf den Montmartre.

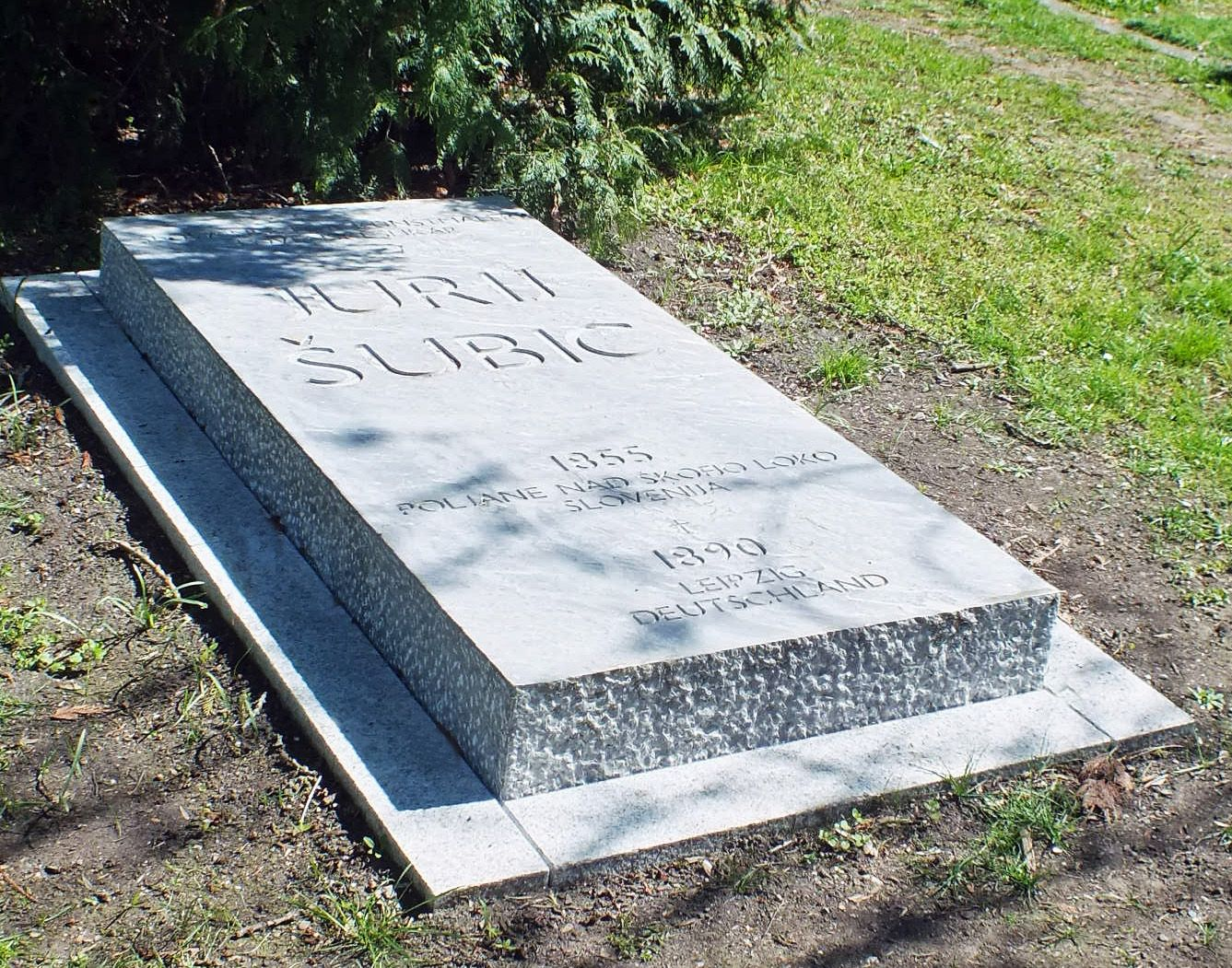
Gedenkstein auf dem Leipziger Südfriedhof

Nach 1885 war er auch in Slowenien und in der Steiermark tätig. So beteiligte er sich an der Ausgestaltung des neu erbauten Landesmuseums in Laibach (heute Slowenisches Nationalmuseum Ljubljana) und stattete zahlreiche Kirchen aus.
Im Frühjahr 1889 ging er wieder nach Paris. Hier erkrankte er schwer an Influenza. Wieder genesen, übernahm er im August 1890 einen Auftrag zur malerischen Ausgestaltung des Festsaals in dem vom Architekten Peter Dybwad neu errichteten Herrenhaus des Gutes Raschwitz bei Leipzig. Während dieser Arbeit kehrte die Krankheit zurück und er starb, erst 35-jährig, in Leipzig an einem Herzschlag. Am 17. September wurde er auf dem dortigen Südfriedhof beigesetzt.

## Schaffen
Jurij Šubics künstlerische Begabung zeigte sich bereits während der Schulzeit, als er in der vierten Klasse mit einem Mitschüler eine „Zeitschrift“ herausgab, die er illustrierte. Während des Studiums bekam er eine Auszeichnung für sein Blatt Gang nach dem Eisenhammer. Auch während seiner Militärzeit fertigte er zahlreiche Zeichnungen an, die das soldatische Leben schilderten.
Der malerische Durchbruch gelang ihm mit dem Bild Vor der Jagd, das 1883 als erstes eines slowenischen Malers im Pariser Salon Anerkennung fand. Hier und auch in weiteren Bildern zeigt sich seine Meisterschaft in der Behandlung von Licht und Schatten, zu der er durch seine Freilichtmalerei in der Normandie fand.
Šubic war auch ein ausgezeichneter Porträtmaler. Mit seinem Bruder Janez Šubic und ihrem Lehrer Janez Wolf gilt er als einer der wichtigsten Kirchenmaler Sloweniens.
Für die 24-bändige Enzyklopädie Die österreichisch-ungarische Monarchie in Wort und Bild, das sogenannte Kronprinzenwerk, lieferte er Abbildungen für die Bände Kärnten und Krain, Steiermark und Küstenland.

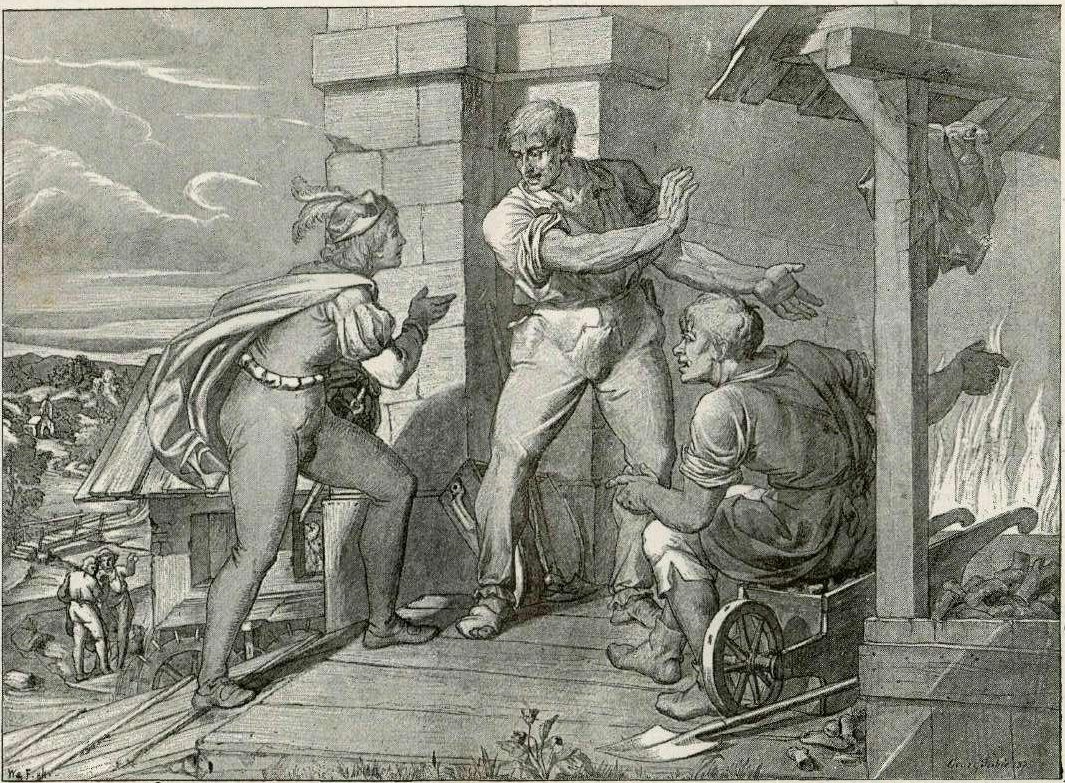
Zu Schillers Der Gang nach dem Eisenhammer
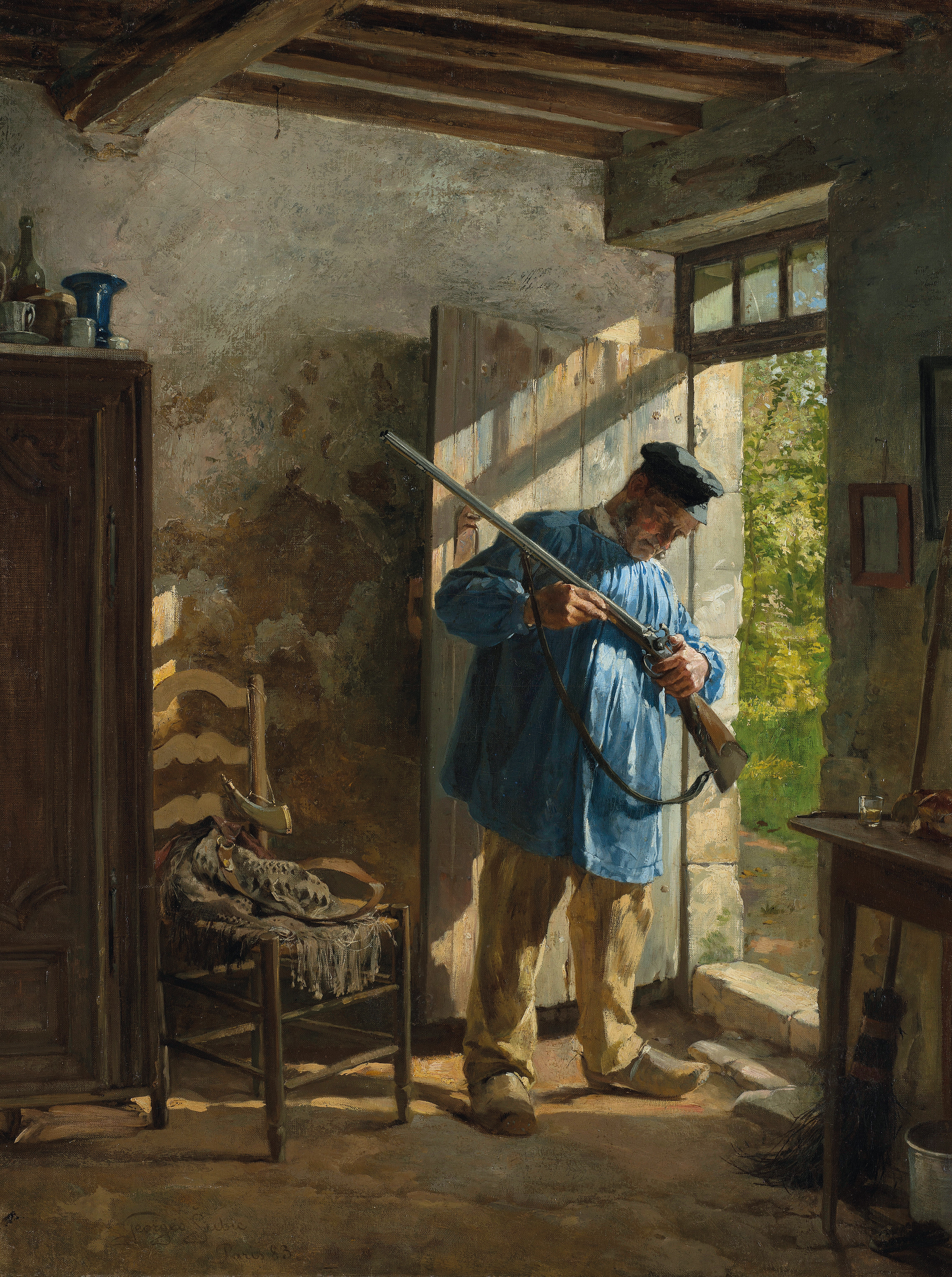
Vor der Jagd
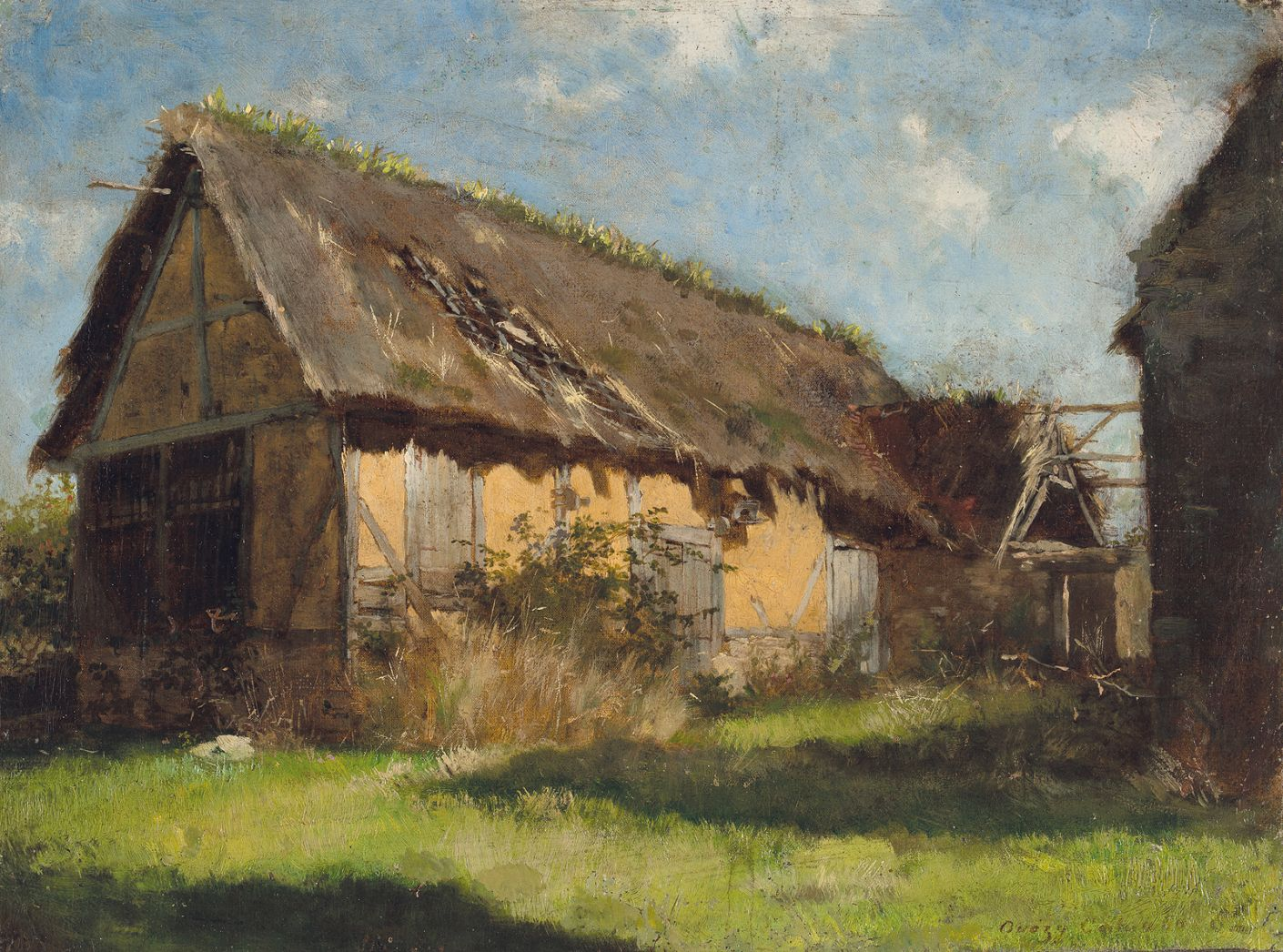
Haus in der Normandie
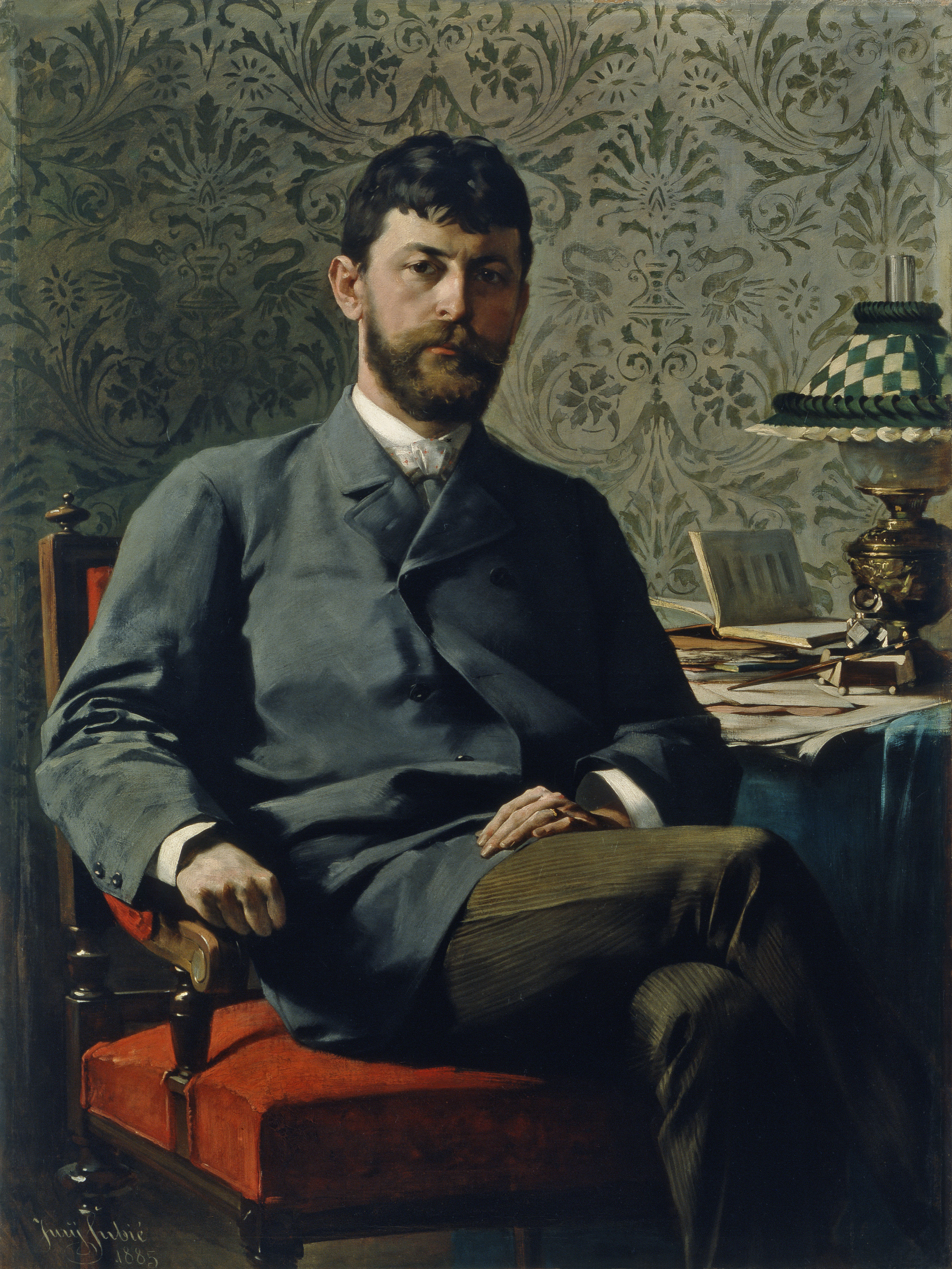
Porträt Ivan Tavčar
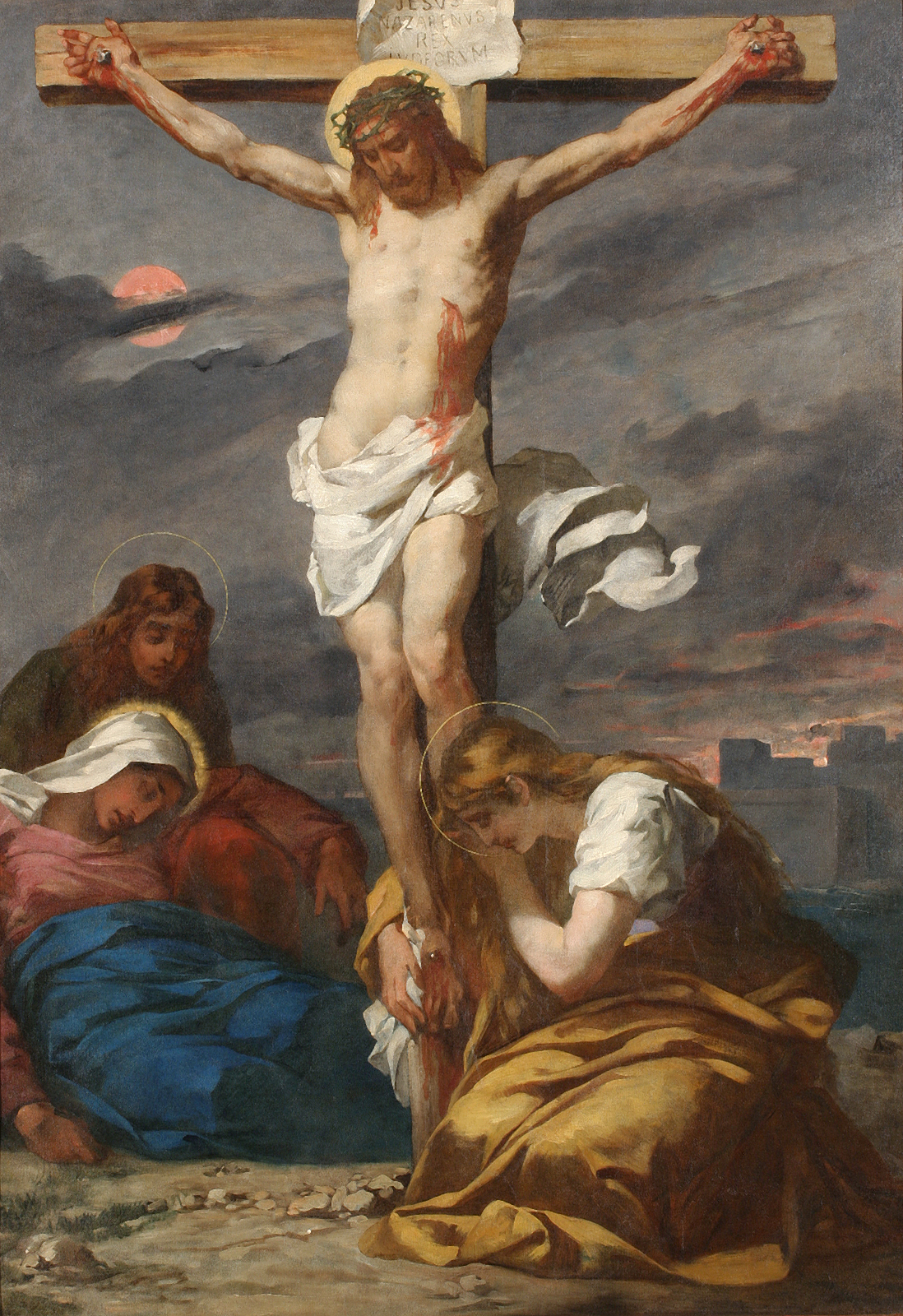
Kreuzigung mit Maria, Johannes und Maria Magdalena
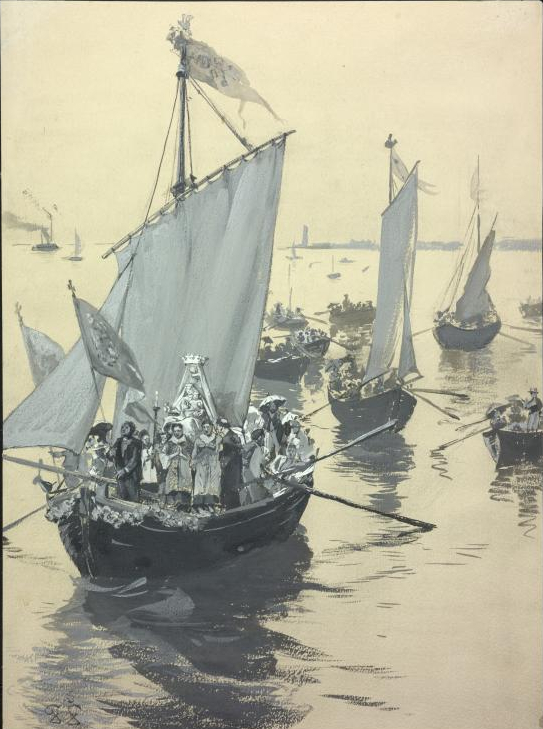
Kahn-Wallfahrt (aus Kronprinzenwerk)

## Ehrungen
- In mehreren slowenischen Städten gibt es nach ihm und seinem Bruder benannte Šubic-Straßen.
- Auf dem Leipziger Südfriedhof wurde von slowenischer Seite 2019 ein Gedenkstein für ihn errichtet.